# Lolita (móda)

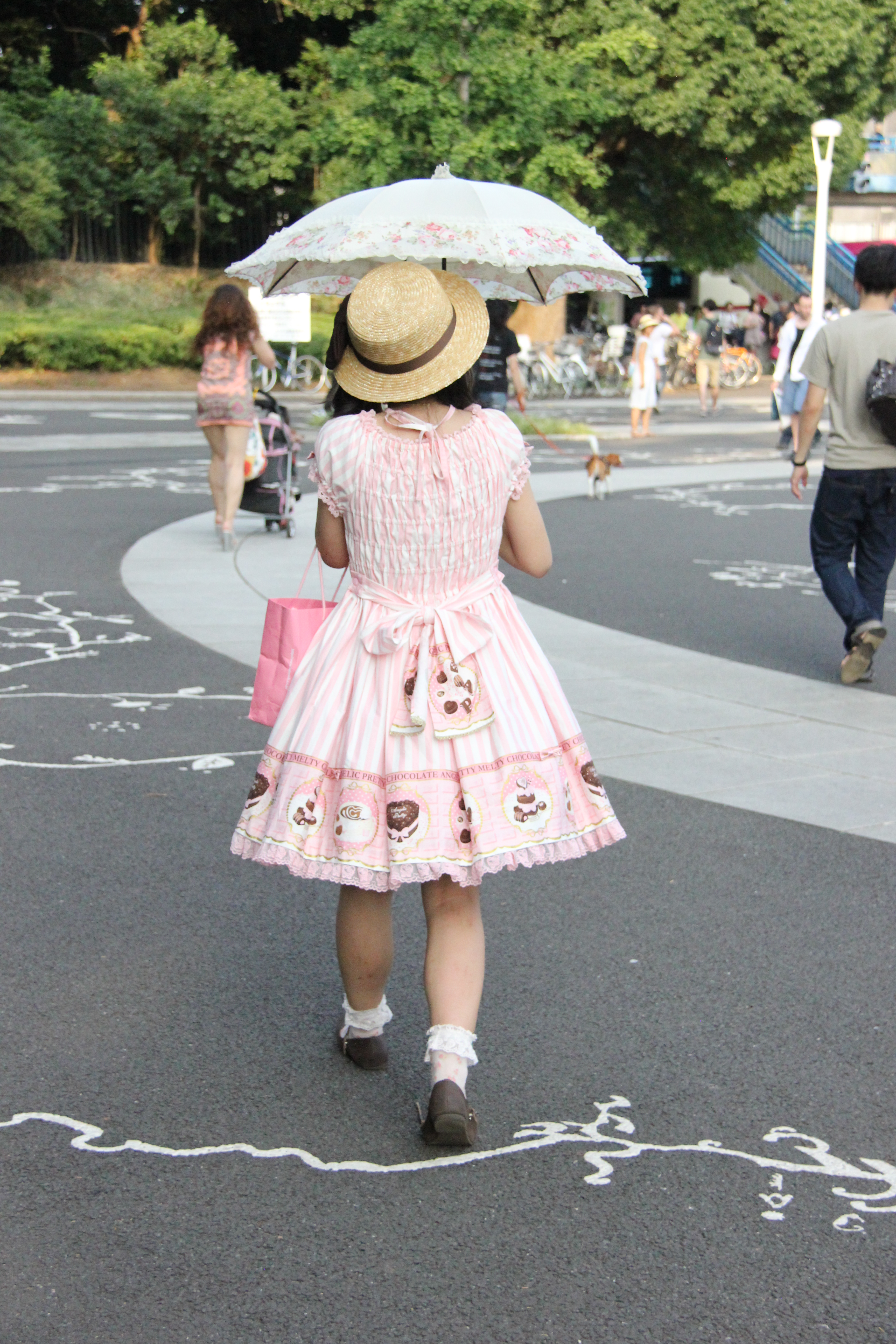
Sweet lolita

Lolita (ロリータ・ファッション, roriita faššon) je módní subkultura původem z Japonska, výrazně ovlivněná módou viktoriánské éry a období rokoka. Charakteristickým aspektem stylu lolita je roztomilost. Subkulturu lolita lze rozdělit do tří hlavních kategorií: „gotická“, „klasická“ a „sladká“, častěji užívané jsou však anglicismy goth, classic a sweet.[zdroj?] Existuje široká škála dalších podstylů, jmenovitě např. „sailor lolita“ (námořnická), „country lolita“ (venkovská), „hime lolita“ (princeznovská), maskulinní „ódži lolita“ (princovská), „ero lolita“ (erotická), „guro lolita“ (groteskní), „qi“ a „wa“ lolita (inspirovaná tradičními čínskými a japonskými oděvy), „punk lolita“, „širo lolita“ (bílá), „kuro lolita“ (černá) a „steampunk lolita“. V průběhu 90. a nultých let se styl postupně stal subkulturou s velkým množstvím příslušníků v Japonsku i jiných zemích; v 10. letech začala lolita vstupovat do nabídky mainstreamových značek a následkem toho zaznamenala její původní forma Japonsku jistý úpadek.
Příslušnice/příslušník subkultury se označuje lolita nebo lolitka, výraz lolita je někdy také používán v odkazu na samotné oblečení („nosit lolitu“).

## Charakteristiky
Hlavním znakem oděvu je sukně s objemnou spodničkou nebo krinolínou. Sukně má zpravidla tvar zvonu nebo písmene A, a sahá ke kolenům, případně níže. Šaty lolity sestávají obvykle z halenky (přípustné jsou krátké i dlouhé rukávy) a sukně, nebo šatů. Střihy šatů se dělí na dva hlavní typy: jumperskirt (obvykle jen JSK) – šaty bez rukávů, pod nimiž je zpravidla nošena halenka, a one-piece (OP) – šaty s rukávy, pod nimiž halenka nošena není. Obvyklé je nošení paruk; vlasy jsou zdobeny mašlemi či čepci (nazývanými headdress). Pod spodničkami je nošeno spodní prádlo viktoriánského střihu, tj. s dlouhými nohavičkami. Dalšími typickými doplňky jsou paraplíčka, vějíře, kabelky, plyšové hračky a vzorované punčocháče, podkolenky nebo ponožky. Obuv na podpatcích, ačkoli populární, není pravidlem. Oblíbenosti se těší boty na platformách, mary-janes a „rocking-horse shoes“ – šněrovací boty designérky Vivienne Westwoodové s charakteristicky vykrojenou dřevěnou platformou, díky níž obuv z profilu připomíná základnu houpacího koně.[zdroj?]

## Historie

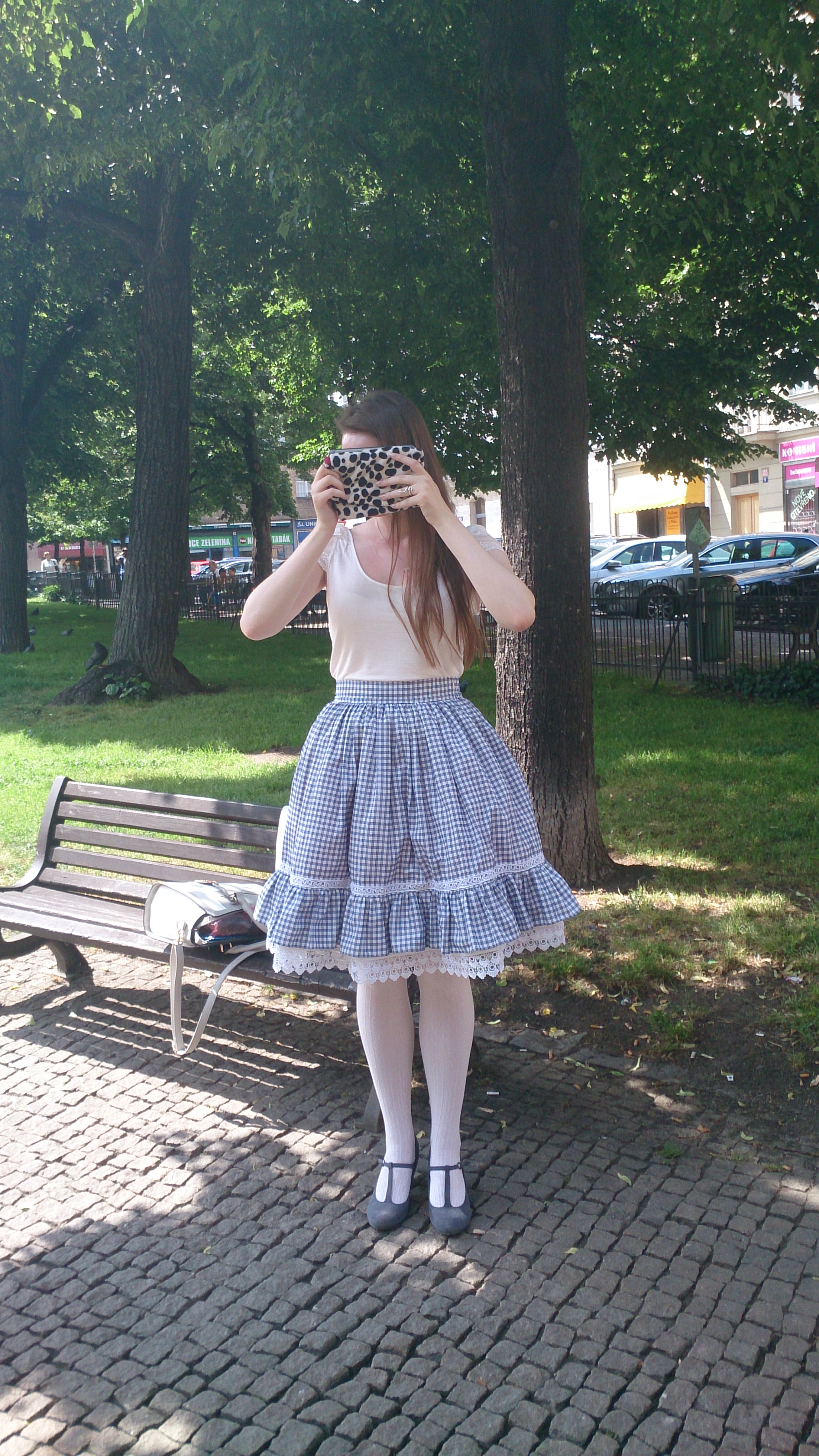
Lolita v Praze

Ačkoli přesný původ stylu není znám, lze jej vysledovat do 70. let k založení hnutí známého jako Otome-kei („Dívčí styl“), jímž byla lolita do jisté míry ovlivněna; styl otome by bylo možné nazvat zjednodušenou verzí lolity. Na počátku 70. let, před nástupem Otome-kei, byl již kult roztomilosti na vzestupu, během nějž studentky a studenti japonských škol kladly důraz na dětinský vzhled svého rukopisu. Následně začala s roztomilými designy experimentovat společnost Sanrio V 80. letech se stal populárním roztomilý, tzv. kawaii, styl. Následníkem Otome-kei se stal trend domácí výroby, jež vedl ke vzniku stylu doll-kei („panenkovský styl“), předchůdce lolity.
Mezi lety 1977–1998 byl každou neděli do velké části nákupní zóny Haradžuku zakázán vjezd automobilům, výsledkem čehož byly častější interakce mezi pěšími návštěvníky. Značky jako Pink House (1973), Milk (1970), a Angelic Pretty (1979) začaly prodávat oblečení ve stylu, jež později dostal název „lolita“. Termín lolita se poprvé objevil v roce 1987 v zářijovém vydání módního časopisu Rjukó Cušin. Krátce na to na trh vstoupily značky Baby, The Stars Shine Bright (1988), Metamorphose temps de fille (1993), and jiné. V 90. letech začala lolita získávat na širším uznání, a to také díky vzrůstající popularitě visual kei kapely Malice Mizer a dalších. Fanoušci těchto skupin začali přejímat složité kostýmy hudebníků. Japonsko v té době procházelo ekonomickou krizí a alternativní kultury jako gjaru, otaku, visual kei, lolita či mori, fairy kei a decora byly na vzestupu, zejména iniciativou mladistvých.
Na konci 90. let se stal hlavním shromažďovacím místem alternativní mládeže most Džingu-baši (také známý jako Harajuku Bridge) a lolita získávala na další popularitě, vlivem čehož vzniklo velké množství obchodů orientovaných na lolita módu. Časopisy, které se významně podílely na šíření tohoto stylu byly Gothic & Lolita Bible (2001), odnož populárního módního časopisu KERA (1998), a FRUiTS (1997). V stejné době začal zájem o lolitu narůstat i za hranicemi Japonska. Časopis Gothic & Lolita Bible byl překládán do angličtiny a vydáván v zahraničí nakladatelstvím Tokyopop, časopis FRUits v roce 2001 publikoval fotoknihu japonské pouliční módy. K další popularizaci docházelo díky Internetu; obchody s lolitou se začaly otevírat v zahraničí. V roce 2007 značka Baby, The Stars Shine Bright otevřela pobočku v Paříži, v roce 2014 v New Yorku.
Shromáždění na Džingu-baši postupem času vymizela; jednou z možných příčin poklesu poptávky po pouliční módě je příliv levných značek jako H&M a Forever 21. Tisk magazínu FRUiTS byl ukončen, tisk Gothic & Lolita Bible pozastaven v roce 2017.

## Inspirace
Lolita byla ovlivněna západní kulturou. Mnoho značek a časopisů, např. Alice Deco, bylo inspirováno knihou Alenka v říši divů z roku 1865 autora Lewise Carolla. Postava Alenky se stala pro lolitu ikonou a inspirací díky svému půvabnému, nevinnému vzezření, které bylo pro dívky vnímáno jako ideální. První kompletní překlad vydal v roce 1910 Marujama Eikon pod titulem Ai-čan no jume monogatari („Snový příběh o malé Ai“). Další historickou osobností, kterou byla lolita ovlivněna, je královna Marie Antoinetta; v roce 1979 vznikla manga Versailles no bara odehrávající se v rokoku, inspirovaná mimo jiné událostmi a postavami dvoru Marie Antoinetty. 

## Terminologie
Lolitu jakožto módní styl předcházel stejnojmenný román Vladimira Nabokova z roku 1955; první japonský překlad byl vydán v roce 1959. Román pojednává o starším muži Humbertu Humbertovi, který vychovává a týrá dvanáctiletou dívku jménem Lolita. Vzhledem ke kontroverzním námětům pedofílie a dětské sexuality brzy získal termín „lolita“ negativní konotace a začal být používán k označování sexualizovaných mladých dívek a asociován s nepřípustnou sexuální obsesí. V Japonsku však diskuze o této kontroverzní knize stavěly na přikrášlené vizi dívčího života (shōjo bunka) a „lolita“ se tak stala synonymem pro „roztomilou“ adolescentní dívku, a to bez jakýchkoli sexuálních konotací.
Název stylu v Japonsku popisuje roztomilost a eleganci spíše než sexuální přitažlivost. Mnoho lolit si není vědomo asociace s Nobokovovou knihou a mnohé nad tímto zjištěním vyjádřily znechucení.
Další z častých mylných domněnek je, že lolita je druhem cosplaye. Ačkoli obojí má své kořeny v Japonsku, jedná se o dvě zcela odlišné, na sobě nezávislé instance. Lolita je styl oblékání, zatímco cosplay je nápodoba fiktivní postavy. Není nicméně vyloučeno, že se mohou překrývat. Některé lolity vnímají označení jejich šatů za kostým jako urážku.